# Table des caractères Unicode/U1C50
Cette page contient des caractères spéciaux ou non latins. S’ils s’affichent mal (▯, ?, etc.), consultez la page d’aide Unicode.
Table des caractères Unicode U+1C50 à U+1C7F.

## Ol chiki (ou santâlî)(Unicode 5.1)
Utilisés pour l’écriture avec l’alphabet santâlî.

### Table des caractères
| en fr  | 0 | 1 | 2 | 3 | 4 | 5 | 6 | 7 | 8 | 9 | A | B | C | D | E | F |
| U+1C50 | ᱐ | ᱑ | ᱒ | ᱓ | ᱔ | ᱕ | ᱖ | ᱗ | ᱘ | ᱙ | ᱚ | ᱛ | ᱜ | ᱝ | ᱞ | ᱟ |
| U+1C60 | ᱠ | ᱡ | ᱢ | ᱣ | ᱤ | ᱥ | ᱦ | ᱧ | ᱨ | ᱩ | ᱪ | ᱫ | ᱬ | ᱭ | ᱮ | ᱯ |
| U+1C70 | ᱰ | ᱱ | ᱲ | ᱳ | ᱴ | ᱵ | ᱶ | ᱷ | ᱸ | ᱹ | ᱺ | ᱻ | ᱼ | ᱽ | ᱾ | ᱿ |
| ------ | - | - | - | - | - | - | - | - | - | - | - | - | - | - | - | - |